# Personal Digital Cellular
Le Personal Digital Cellular, plus communément appelé PDC est une norme de téléphonie mobile de seconde génération qui était utilisée au Japon jusqu'en 2012.
Il s'agit d'une technique basée sur le TDMA (Time Division Multiple Access) à l'instar du GSM et qui a été lancée par NTT DoCoMo en 1991 pour remplacer le système 1G précédent.

## Technique
Le PDC utilise les gammes de fréquences des 800 MHz et des 1500 MHz. Le système peut opérer en full rate ou en half rate qui est d'une qualité moindre mais qui permet à plus d'utilisateurs de se partager un canal. Ainsi, on peut faire passer 6 canaux half rate (ou 3 full rate) dans une bande de 25 kHz.